# Semnopithecus hector
Espèce
Synonymes
- Semnopithecus entellus hector

Statut de conservation UICN

 NT  : Quasi menacé
Statut CITES
Semnopithecus hector est une espèce presque en danger qui fait partie des mammifères Primates. C’est un singe asiatique de la famille des Cercopithecidae.

## Répartition
L'espèce se rencontre en Asie, au nord de l'Inde, au Bhoutan et au Népal.

## Classification
Auparavant considéré comme faisant partie de l'espèce Semnopithecus entellus, en 2001 Groves a scindé celle-ci en sept espèces distinctes,.
Synonyme :
- Semnopithecus entellus (Pocock, 1928) ssp. hector